# Монархија у Онтарију
Онтарио је најмногољуднија и друга по величини провинција унутар Канаде, која је по уређењу монархија и федерација. Краљевском влашћу унутар граница Онтарија располаже лајтнант гувернер Онтарија, који је заступник и намјесник канадског монарха.
Краљевски прерогативи се испољавају у Онтарију на исти начин као и у осталим канадским провинцијама. Монархистичка власт симболички означава уставни интегритет под којим дјелују институције власти које стварно држе власт. Краљевска власт заправо окупља у себи провинцијску законодавну, извршну и судску власт. Канадског монарха унутар граница Онтарија заступа лајтнант гувернер Онтарија који отправља све монархове дужности и чије је учешће у управљању ограничено конвенцијама на којима се заснива уставна монархија. Стварну власт врше изабрани парламентарци, краљевски министри и судије. Краљевска власт данас функционише искључиво као гарант сталности и стабилности управљања и као независни чувар против злоупотребе власти. Иако Онтарио има засебну краљевску власт, он није сам по себи краљевина.